# 張丹
張丹（ちょう たん、簡体字：张丹、繁体字中国語: 張丹、ラテン文字：Zhang Dan, 1985年10月4日 - ）は、中国・ハルビン出身の女性元フィギュアスケートペア選手。2006年トリノオリンピックペア銀メダリスト。パートナーは張昊、コーチは姚濱。

## 人物
2016年7月25日に結婚
、8月29日に第一子となる女児が誕生。

## 経歴

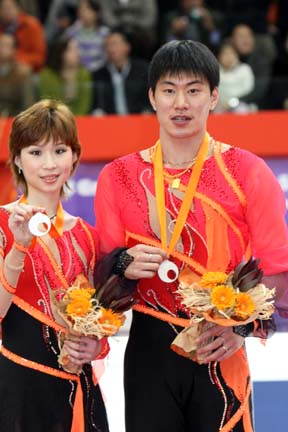
グランプリファイナル

中国のスケート競技のメッカ、ハルビンで生まれた。この町からは申雪、張昊、龐清、佟健というように数々の優秀な選手が次々と現れているが、張丹もその中の一人であった。
スケートを始めたのは1992年で、以来、名門のハルビン・スケートクラブに所属している。スケートを始めたきっかけは「母親の言いつけ」であった。
1997年には12歳で女子シングルの中国ジュニア女王になる。その翌年、「シングルより多彩な技が使えるから」という理由でペアに転向。パートナーは最初から張昊（同じ苗字ではあるが二人の間に血縁関係や婚姻関係は無い）である。
1999-2000シーズンよりISUジュニアグランプリに参戦、このシーズンはISUジュニアグランプリのSBC杯で優勝、JGPモントリオール杯で準優勝、JGPファイナル5位、世界ジュニア選手権5位、中国選手権2位という成績を残した。
2000-2001シーズンはJGP中国、JGPピルエッテン、JGPファイナル、世界ジュニア選手権の全てで優勝し、ジュニアクラスのタイトルを総なめにした。2000年の世界ジュニア選手権では史上初めてISUに公式に認定された4回転ツイストリフトを成功させている。
2001-2002シーズンのISUジュニアグランプリシリーズも全勝。ニアクラスのISUチャンピオンシップスにも参戦い2002年四大陸選手権3位、2002年世界選手権9位、ソルトレイクシティオリンピック11位など、早くも檜舞台を経験した。この時の世界選手権で今度はシニアクラスでも4回転ツイストリフトに成功する。オリンピックのショートプログラムでは、ダイナミックな技の連続でスタンディングオベーションを受けた。
2002-2003シーズンからはISUグランプリシリーズに参戦した。表彰台に上ることはなかったが、中国選手権では優勝している（ただしこのシーズン以降、申雪&趙宏博組は中国選手権に参戦していないので、彼等を破っての優勝ではない。）。
2003-2004シーズンにはISUグランプリシリーズはエリック・ボンパール杯で優勝、スケートアメリカとロシア杯で3位、グランプリファイナルにも出場したが6位に終わった。
2004－2005シーズンには世界選手権3位にまで到達し、申雪&趙宏博組に肉薄する。この2シーズンでの彼等の演技の進歩は著しいものであり、同様に力を付けた同門の龐清&佟健組とともに、ペア競技に中国の時代が到来したことを感じさせた。
2005-2006シーズンのトリノオリンピックでは優勝候補だった申雪&趙宏博組の趙宏博がアキレス腱断裂の大怪我をおったため、中国の一番手として大会に挑んだ。SPで2位につけた二人は、FSにおいて4年前に申雪&趙宏博組が挑んで果たせなかった4回転スロー・ジャンプに挑戦した。しかし張丹は着氷時に転倒し、左膝に負傷をおい演技は一時中断された。もはや演技続行は不可能かと思われたが、張丹は演技続行を選び、負傷後のパートでサイド・バイ・サイドの2回転アクセル-3回転トウループ という女子シングルのトップ選手でも難しいコンビネーションジャンプを成功させ、銀メダルを獲得した。さらにチームは翌月の世界選手権にも出場、こちらでも2位に入り彼等が今や世界のトップ・チームの一角であることを満天下に示したのだった。
2006-2007シーズンのグランプリファイナルでは3位に入賞するも表彰式を欠席した。張丹は大会中体調が思わしくなく大会後検査入院を受けた。万全でない状態で出場した世界選手権のSPではミスが響き10位と大幅に出遅れ、FSでも振るわない演技で4位、総合5位でシーズンを終えた。
2007-2008シーズンも張丹の体調は万全ではないもののISUグランプリシリーズではエリック・ボンパール杯、ロシア杯共に1位。しかしグランプリファイナル、四大陸選手権では共に2位に終わる。四大陸選手権終了後手術を受け、世界選手権に出場、SPでは43.5点というすさまじい技術点をたたき出し1位につけたが、FSではミスが目立ち総合2位に終わった。
2008-2009シーズンもISUグランプリシリーズで2連勝を果たすも、グランプリファイナル、四大陸選手権では優勝をすることはできず、世界選手権も2年連続の銀メダルとなった。
2009-2010シーズンは中国杯で2位、スケートアメリカで3位と振るわず、グランプリファイナルでは最下位の6位に沈んだ。SPの曲を2シーズン前のものに戻し、FSの衣装を変更して臨んだ四大陸選手権では優勝したものの、二大会連続のメダルを狙ったバンクーバーオリンピックでは5位に終わる。翌月の世界選手権ではSP、FS共にミスの少ない演技を見せ、FSではパーソナルベストを更新し、技術点ではトップだったものの演技構成点で他組に差をつけられ、こちらも総合5位に終わり苦しいシーズンとなった。
2010-2011シーズンはシーズンイン直前、新しいリフトの練習中に張昊が中指を粉砕骨折したため全試合を欠場した。2011-2012シーズンに復帰して、ISUグランプリシリーズ2戦で2位に入り、グランプリファイナルへ出場し4位となった。
元々フィギュアスケートの女性選手としては高身長であったが、20代半ばを過ぎてもさらに身長が伸び続け、ペアスケーティングの女性として過去に例のない169.5cmにまで達した。張昊は大柄な張丹を持ち上げるため見事にビルドアップされていたが、さすがにバランスがとりにくくなったためペアの解散と競技生活からの引退も表明した。引退後は北京体育大学での勉強を予定している。

## 特徴
4回転ツイストリフトやスロージャンプなど姚濱門下に共通するダイナミックな演技が持ち味である。身長は169.5センチとペア競技では異例なまでに高い（シングルでもこの身長は稀である）が、体型は極めて細い。
フリースケーティングでのコンビネーションジャンプでは、2アクセル+3トウループを飛ぶ。コンビネーションジャンプのセカンドジャンプで3回転のジャンプを跳ぶのは、2015年スケートアメリカでクセニヤ・ストルボワ/ヒョードル・クリモフ組が3トウループ+3トウループ+2トウループを跳ぶまで張丹と張昊のペアのみだった。

## 主な戦績
| 大会/年             | 99-00 | 00-01 | 01-02 | 02-03 | 03-04 | 04-05 | 05-06 | 06-07 | 07-08 | 08-09 | 09-10 | 11-12 |
| ------------------- | ----- | ----- | ----- | ----- | ----- | ----- | ----- | ----- | ----- | ----- | ----- | ----- |
| 冬季オリンピック    |       |       | 11    |       |       |       | 2     |       |       |       | 5     |       |
| 世界選手権          |       |       | 9     | 6     | 5     | 3     | 2     | 5     | 2     | 2     | 5     |       |
| 四大陸選手権        |       |       | 3     | 3     | 2     | 1     |       |       | 2     | 3     | 1     |       |
| 世界国別対抗戦      |       |       |       |       |       |       |       |       |       | T6/P1 |       |       |
| 中国選手権          | 2     | 3     |       | 1     | 2     |       |       |       | 2     | 1     |       | 1     |
| GPファイナル        |       |       |       |       | 6     | 5     | 2     | 3     | 2     | 2     | 6     | 4     |
| GP中国杯            |       |       |       |       |       | 2     |       |       |       | 1     | 2     | 2     |
| GPスケートアメリカ  |       |       |       | 4     | 3     | 1     | 1     |       |       |       | 3     | 2     |
| GPロシア杯          |       |       |       |       | 3     | 1     |       |       | 1     | 1     |       |       |
| GPエリック杯        |       |       |       | 4     | 1     |       |       |       | 1     |       |       |       |
| GPスケートカナダ    |       |       |       |       |       |       |       | 1     |       |       |       |       |
| GPNHK杯             |       |       |       |       |       |       | 1     | 2     |       |       |       |       |
| ユニバーシアード    |       |       |       |       |       | 1     |       | 1     |       | 1     |       |       |
| 世界Jr.選手権       | 4     | 1     |       | 1     |       |       |       |       |       |       |       |       |
| JGPファイナル       | 5     | 1     | 1     |       |       |       |       |       |       |       |       |       |
| JGP中国             |       | 1     |       | 1     |       |       |       |       |       |       |       |       |
| JGPトラパネーゼ杯   |       |       | 1     |       |       |       |       |       |       |       |       |       |
| JGPサルコウ杯       |       |       | 1     |       |       |       |       |       |       |       |       |       |
| JGPピルエッテン     |       | 1     |       |       |       |       |       |       |       |       |       |       |
| JGPSBC杯            | 1     |       |       |       |       |       |       |       |       |       |       |       |
| JGPモントリオール杯 | 2     |       |       |       |       |       |       |       |       |       |       |       |

### 詳細
| 2011-2012 シーズン    |                                                         |         |          |          |
| 開催日                | 大会名                                                  | SP      | FS       | 結果     |
| 2012年1月4日 - 6日    | 中華人民共和国第12回全国冬季運動会（長春）              | 2 69.66 | 2 125.66 | 2 195.32 |
| 2011年12月8日 - 11日  | 2011/2012 ISUグランプリファイナル（ケベック・シティー） | 3 63.43 | 4 119.11 | 4 182.54 |
| 2011年11月4日 - 6日   | ISUグランプリシリーズ 中国杯（上海）                    | 3 60.57 | 2 117.10 | 2 177.67 |
| 2011年10月21日 - 23日 | ISUグランプリシリーズ スケートアメリカ（オンタリオ）    | 1 62.85 | 3 115.81 | 2 178.66 |
| 2011年9月20日 - 23日  | 全国花様滑冰錦標賽2011-2012（長春）                     | 1 64.02 | 1 119.86 | 1 183.88 |

| 2009-2010 シーズン       |                                                            |         |          |          |
| 開催日                   | 大会名                                                     | SP      | FS       | 結果     |
| 2010年3月22日 - 28日     | 2010年世界フィギュアスケート選手権（トリノ）               | 5 69.20 | 5 126.58 | 5 195.78 |
| 2010年2月12日 - 28日     | バンクーバーオリンピック（バンクーバー）                   | 5 71.28 | 4 123.06 | 5 194.34 |
| 2010年1月25日 - 31日     | 2010年四大陸フィギュアスケート選手権（全州）               | 1 65.86 | 1 126.36 | 1 192.22 |
| 2009年12月3日 - 6日      | 2009/2010 ISUグランプリファイナル（東京）                  | 5 66.24 | 6 114.01 | 6 180.25 |
| 2009年11月12日 - 15日    | ISUグランプリシリーズ スケートアメリカ（レークプラシッド） | 5 56.84 | 2 111.35 | 3 168.19 |
| 2009年10月29日 - 11月1日 | ISUグランプリシリーズ 中国杯（北京）                       | 4 61.92 | 2 124.57 | 2 186.49 |

| 2008-2009 シーズン    |                                                      |         |          |          |
| 開催日                | 大会名                                               | SP      | FS       | 結果     |
| 2009年4月16日 - 19日  | 2009年世界フィギュアスケート国別対抗戦（東京）       | 1 70.42 | 1 123.40 | 1 193.82 |
| 2009年4月9日 - 10日   | 中華人民共和国第十一回全国運動会（青島）             | 1 71.58 | 1 134.96 | 1 206.54 |
| 2009年3月23日 - 29日  | 2009年世界フィギュアスケート選手権（ロサンゼルス）   | 3 67.42 | 2 119.10 | 2 186.52 |
| 2009年2月18日 - 28日  | 第24回冬季ユニバーシアード（ハルビン）               | 1 68.32 | 1 127.00 | 1 195.32 |
| 2009年2月2日 - 8日    | 2009年四大陸フィギュアスケート選手権（バンクーバー） | 3 63.20 | 3 111.78 | 3 174.98 |
| 2008年12月10日 - 14日 | 2008/2009 ISUグランプリファイナル（高陽）            | 2 68.34 | 2 119.88 | 2 188.22 |
| 2008年11月20日 - 23日 | ISUグランプリシリーズ ロシア杯（モスクワ）           | 1 67.06 | 2 110.36 | 1 177.42 |
| 2008年11月6日 - 9日   | ISUグランプリシリーズ 中国杯（北京）                 | 1 67.12 | 1 115.10 | 1 182.22 |

| 2007-2008 シーズン    |                                                      |         |          |          |
| 開催日                | 大会名                                               | SP      | FS       | 結果     |
| 2008年3月17日 - 23日  | 2008年世界フィギュアスケート選手権（ヨーテボリ）     | 1 74.36 | 3 123.46 | 2 197.82 |
| 2008年2月11日 - 17日  | 2008年四大陸フィギュアスケート選手権（高陽）         | 1 70.45 | 2 111.39 | 2 181.84 |
| 2008年1月18日 - 21日  | 中華人民共和国第11回全国冬季運動会（チチハル）       | 2 67.94 | 1 119.20 | 2 187.14 |
| 2007年12月13日 - 16日 | 2007/2008 ISUグランプリファイナル（トリノ）          | 2 71.40 | 2 119.80 | 2 191.20 |
| 2007年11月22日 - 25日 | ISUグランプリシリーズ ロシア杯（モスクワ）           | 1 69.96 | 1 122.72 | 1 192.68 |
| 2007年11月15日 - 18日 | ISUグランプリシリーズ エリック・ボンパール杯（パリ） | 1 71.60 | 1 125.36 | 1 196.96 |

| 2006-2007 シーズン       |                                                           |          |          |          |
| 開催日                   | 大会名                                                    | SP       | FS       | 結果     |
| 2007年3月19日 - 25日     | 2007年世界フィギュアスケート選手権（東京）                | 10 57.00 | 4 116.39 | 5 173.39 |
| 2007年1月18日 - 19日     | 第23回冬季ユニバーシアード（トリノ）                      | 1 65.42  | 1 116.45 | 1 181.87 |
| 2006年12月14日 - 17日    | 2006/2007 ISUグランプリファイナル（サンクトペテルブルク） | 2 64.18  | 4 111.75 | 3 175.93 |
| 2006年11月30日 - 12月3日 | ISUグランプリシリーズ NHK杯（長野）                       | 2 63.82  | 2 118.05 | 2 181.87 |
| 2006年11月2日 - 5日      | ISUグランプリシリーズ スケートカナダ（ビクトリア）        | 1 69.54  | 1 121.43 | 1 190.97 |

| 2005-2006 シーズン    |                                                                  |         |          |          |
| 開催日                | 大会名                                                           | SP      | FS       | 結果     |
| 2006年3月20日 - 26日  | 2006年世界フィギュアスケート選手権（カルガリー）                 | 1 65.58 | 4 120.84 | 2 186.42 |
| 2006年2月10日 - 26日  | トリノオリンピック（トリノ）                                     | 2 64.72 | 2 125.01 | 2 189.73 |
| 2005年12月16日 - 18日 | 2005/2006 ISUグランプリファイナル（東京）                        | 4 61.76 | 2 124.36 | 2 186.12 |
| 2005年12月1日 - 4日   | ISUグランプリシリーズ NHK杯（大阪）                              | 2 60.86 | 1 110.60 | 1 171.46 |
| 2005年10月20日 - 23日 | ISUグランプリシリーズ スケートアメリカ（アトランティックシティ） | 1 59.90 | 1 119.24 | 1 179.14 |

| 2004-2005 シーズン    |                                                        |         |          |          |
| 開催日                | 大会名                                                 | SP      | FS       | 結果     |
| 2005年3月14日 - 20日  | 2005年世界フィギュアスケート選手権（モスクワ）         | 4 64.19 | 3 116.03 | 3 180.22 |
| 2005年2月14日 - 20日  | 2005年四大陸フィギュアスケート選手権（江陵）           | 1 63.67 | 1 117.94 | 1 181.61 |
| 2004年12月16日 - 19日 | 2004/2005 ISUグランプリファイナル（北京）              | 5 59.28 | 4 113.22 | 5 172.50 |
| 2004年11月25日 - 28日 | ISUグランプリシリーズ ロシア杯（モスクワ）             | 1 57.56 | 1 110.14 | 1 167.70 |
| 2004年11月10日 - 14日 | ISUグランプリシリーズ 中国杯（北京）                   | 2 62.28 | 2 112.74 | 2 175.02 |
| 2004年10月21日 - 24日 | ISUグランプリシリーズ スケートアメリカ（ピッツバーグ） | 3 56.98 | 1 109.88 | 1 166.86 |

| 2003-2004 シーズン    |                                                           |         |          |          |
| 開催日                | 大会名                                                    | SP      | FS       | 結果     |
| 2004年3月22日 - 28日  | 2004年世界フィギュアスケート選手権（ドルトムント）        | 6       | 5        | 5        |
| 2004年2月19日 - 25日  | 2004年四大陸フィギュアスケート選手権（ハミルトン）        | 2       | 2        | 2        |
| 2003年12月11日 - 14日 | 2003/2004 ISUグランプリファイナル（コロラドスプリングス） | 5 53.08 | 6 107.96 | 6 161.04 |
| 2003年11月20日 - 23日 | ISUグランプリシリーズ ロシア杯（モスクワ）                | 3 58.38 | 2 121.90 | 3 180.28 |
| 2003年11月14日 - 16日 | ISUグランプリシリーズ ラリック杯（パリ）                  | 2 60.12 | 1 114.76 | 1 174.88 |
| 2003年10月23日 - 26日 | ISUグランプリシリーズ スケートアメリカ（レディング）      | 4 56.14 | 3 115.12 | 3 171.26 |

| 2002-2003 シーズン     |                                                            |    |    |      |
| 開催日                 | 大会名                                                     | SP | FS | 結果 |
| 2003年3月24日 - 30日   | 2003年世界フィギュアスケート選手権（ワシントンD.C.）       | 7  | 6  | 6    |
| 2003年2月24日 - 3月2日 | 2003年世界ジュニアフィギュアスケート選手権（オストラヴァ） | 1  | 1  | 1    |
| 2003年2月10日 - 16日   | 2003年四大陸フィギュアスケート選手権（北京）               | 3  | 3  | 3    |
| 2002年11月14日 - 17日  | ISUグランプリシリーズ ラリック杯（パリ）                   | 3  | 5  | 4    |
| 2002年10月23日 - 27日  | ISUグランプリシリーズ スケートアメリカ（スポケーン）       | 4  | 4  | 4    |
| 2002年10月17日 - 20日  | ISUジュニアグランプリ 北京（北京）                         | 1  | 1  | 1    |

## プログラム使用曲
| シーズン  | SP | FS                                                                                             | EX                                                                |
| --------- | --- | ---------------------------------------------------------------------------------------------- | ----------------------------------------------------------------- |
| 2011–2012 | トランシルヴァニアの子守唄 映画『ヤング・フランケンシュタイン』より 作曲：ジョン・モリス                                | 死の舞踏 作曲：フランツ・リスト                                                                | Here I Am by 4 Men                                                |
| 2010–2011 | トランシルヴァニアの子守唄 映画『ヤング・フランケンシュタイン』より 作曲：ジョン・モリス                                | スパルタクスとフリーギアのアダージョ バレエ『スパルタクス』より 作曲：アラム・ハチャトゥリアン | -                                                                 |
| 2009–2010 | シング・シング・シング ミュージカル『フォッシー』より 作曲：ルイ・プリマピアノファンタジー 演奏：マクシム・ムルヴィツァ | バレエ『シェヘラザード』より 作曲：ニコライ・リムスキー＝コルサコフ                            | Riding on the Wings of Songs 作曲：フェリックス・メンデルスゾーン |
| 2008-2009 | Riding on the Wings of Songs 作曲：フェリックス・メンデルスゾーン                                                       | ピアノ協奏曲 揚子江 作曲：Hao Weiya                                                            | 大いなる世界 ボーカル：サラ・ブライトマン、アンドレア・ボチェッリ |
| 2007–2008 | ピアノファンタジー 演奏：マクシム・ムルヴィツァ                                                                         | 映画『THE MYTH/神話』より 作曲：ネイサン・ウォン、ゲイリー・チェイス                           | 梁山伯と祝英台 作曲：何占豪、陳鋼                                 |
| 2006–2007 | スパニッシュ・キャラバン ハロー・アイ・ラヴ・ユー 作曲：ドアーズ                                                        | The Offspring of the Dragons 作曲：侯德健                                                      |                                                                   |
| 2005–2006 | カシミール 曲：レッド・ツェッペリン                                                                                     | The Offspring of the Dragons 作曲：侯德健                                                      | 映画『ジャングル・ブック』より 作曲：ジョージ・ブランズ           |
| 2004-2005 | All Alone 演奏：ジョー・サトリアーニ                                                                                    | 山の魔王の宮殿にて 作曲：エドヴァルド・グリーグ                                                | 愛のテーマ 映画『ゴッドファーザー』より 作曲：ニーノ・ロータ      |
| 2003-2004 | All Alone 演奏：ジョー・サトリアーニ                                                                                    | 喜歌劇『伯爵令嬢マリツァ』より 作曲：エメリッヒ・カールマン                                    |                                                                   |
| 2002-2003 | Victory 曲：ボンド | 喜歌劇『伯爵令嬢マリツァ』より 作曲：エメリッヒ・カールマン                                    |                                                                   |
| 2001-2002 | Victory 曲：ボンド | バレエ『コッペリア』より 曲：レオ・ドリーブ                                                    |                                                                   |